# Alien Origin
Alien Origin è un film del 2012 diretto da Mark Atkins. 
Film statunitense di fantascienza/horror, prodotto da The Asylum, con protagonisti Chelsea Vincent, Peter Pedrero, Philip Coc, Trey McCurley e Daniela Flynn.
La pellicola è uscita direttamente per il mercato DVD nel giugno 2012, ed è stata distribuita in Italia da Minerva Pictures. Nella tradizione del catalogo Asylum, Alien Origin è un mockbuster del film Prometheus di Ridley Scott.

## Trama
In un video ripreso durante una spedizione di una squadra speciale, persa nella giungla del Belize nel 2011, vengono rivelate terrificanti scoperte che potrebbero essere la chiave dell'origine della vita sulla Terra.

## Accoglienza
Il film ha ricevuto qualche recensione pessima. Il sito Dread Central ha definito Alien Origin "Il peggior film che The Asylum ha prodotto in questi anni. Non c'è trama, non c'è un senso, non c'è intrigo o suspense, niente, nada, zilch. Non ci sono neanche scene divertenti. Un passo indietro dai progressi che la The Asylum aveva fatto in questi anni.".